# 布鲁斯·阿克曼
布鲁斯·阿诺德·阿克曼（Bruce Arnold Ackerman，1943年8月19日—）是美国著名宪法学家和政治学家，耶鲁大学法学院和政治系教授。

## 生平
阿克曼从布朗士科技高中毕业，1964年获得哈佛大学文学学士学位，1967年获得耶鲁法学院法学士（LL.B.）学位，1967年至1968年担任美国上诉法院法官Henry J. Friendly的助手，1968年至1969年担任美国最高法院大法官John Marshall Harlan II的助手。
1969年，阿克曼在宾夕法尼亚大学任教，1974年至1982年期间在耶鲁大学担任教授，1982年到1987年在哥伦比亚大学担任教授。从1987年以来阿克曼一直担任耶鲁法学和政治学的斯特林讲座教授。
他在耶鲁大学教授的课程涉及正义的概念和他的关于美国宪法变迁的理论（比如美国国父时期的宪法在南北战争及战后重建时期和罗斯福新政时期被改变）。他的妻子苏珊·罗斯·阿克曼，也是耶鲁大学法学院的教授，讲授行政法。他们的儿子，约翰·M·阿克曼，也是一位学者，在墨西哥生活和工作。他们的女儿，Sybil Ackerman-Munson 是俄勒冈州的波特兰的一位环境学家。1986年阿克曼当选为美国文理学院的会员。阿克曼也获得法兰西共和国三等荣誉勋章。
阿克曼被列为美国陆军上尉内森·迈克尔·史密斯（Nathan Michael Smith）起诉美国总统巴拉克·奥巴马的法律顾问之一。该诉讼主张五项针对总统的指控：行动内在决定（ Operation Inherent Resolve）违反了《战争权力决议》（ War Powers Resolution）；宪法的保护条款要求总统奥巴马公布其行为的充分法律理由；对恐怖分子使用军事力量的授权不 授权针对ISIS的行动；《伊拉克决议》未授权在伊拉克开展行动，并且总司令条款不允许奥巴马总统授权该行动。白宫回应说，这起诉讼提出了“合法性问题”。在地方法院驳回诉讼，将其视作政治问题（而非法律问题），阿克曼提出上诉。
阿克曼目前是一个无党派反腐组织的代表咨询委员会成员。

## 法学观点批评
Sandrine Baume在最近出版的关于汉斯·凯尔森的书中指出，与约翰·哈特·伊利和罗纳德·德沃金等人不同，布鲁斯·阿克曼是“司法审查与民主原则之间兼容性”的主要批评者。对阿克曼的这种解读并不能解释阿克曼许多支持民主宪法下进行司法审查的观点，比如他的斯托斯演讲，他指出司法审查“是一个更大主题的一部分，它将美国宪法与其他不太持久的自由民主框架区分开。”作为德性经济（the economy of virtue）的三大原则之一，阿克曼认为司法审查的宪政设计“给予法官特殊的激励，以维护早期宪法解决方案的完整性，以防常规政治的拉拽（而偏离）。”
阿克曼已经完善了他的方法，但仍然坚持，“我拒绝加入司法审查的全面退却，这型塑了许多自由主义宪政者当代作品。”

## 著作
他写了十五本书和超过八十篇论文，涉猎领域包括宪法理论、政治哲学、比较法与政治学、法律和经济、美国宪法史、社会公正等。
他的作品包括：
- 1980：《自由国家的社会正义》
- 1991：《我们人民——转型》
- 1995：《北美贸易协定合宪么？》（Is NAFTA Constitutional? ），与David Golove合著
- 1998：《我们人民——转型》
- 1999：《利益相关社会》（The Stakeholder Society），与Anne Alstott合著
- 2002: 《以美元投票》（Voting with Dollars），与 Ian Ayres合著
- 2005：《建国之父的失败 : 杰斐逊、马歇尔与总统制民主的兴起》
- 2010：《美利坚共和国的衰落》
- 2014：《我们人民——公民权利革命》

《我们人民：奠基》以其“及时转型”的有力论证而闻名，即（在某些特殊时期）美国最高法院的一部分特定成员改变其司法立场，在新政时期诸多立法的通过即因（美国最高法院）为回应所谓的“法院填塞计划”，这是政治决定宪法含义的一个例子。阿克曼在哈佛法学院举办了2006年奥利弗·温德尔·霍姆斯讲座。
《利益相关社会》乃为英国引入儿童信托基金而作。